# Erik Lindén (zapaśnik)
Karl Erik Nils Lindén (ur. 8 października 1911 w Malmö, zm. 22 grudnia 1992 w Sztokholmie) – szwedzki zapaśnik. Brązowy medalista olimpijski z Londynu.
Zawody w 1948 były jego jedynymi igrzyskami olimpijskimi. Walczył w stylu wolnym, zdobywając brąz w wadze średniej, poniżej 79 kilogramów.